# La Chapelle (Lierneux)
Pour les articles homonymes, voir La Chapelle.
La Chapelle est un hameau de la commune de Lierneux.

## Situation
Le hameau se situe entre les hameaux de Hierlot et Odrimont.